# Candelariella kansuensis
Candelariella kansuensis är en lavart som beskrevs av Hugo Magnusson. Candelariella kansuensis ingår i släktet Candelariella och familjen Candelariaceae.   Inga underarter finns listade i Catalogue of Life.